# Gonzalo Samper
Gonzalo Samper (Santiago de Chile, 1959 - Quito, Ecuador, 14 de noviembre de 2013) fue un actor de teatro, cine y televisión chileno.

## Trayectoria
Radicado en Ecuador desde su infancia, tras participar en diversas producciones teatrales debutó en televisión a fines de los 80 e inicios de los 90 dentro de las series El Ángel de Piedra, El Segundo Enemigo, La Jaula y las primeras temporadas de la comedia Dejémonos de Vainas de la cadena Ecuavisa.
Durante los años 2000 interpretó algunos roles en la serie de unitarios Historias Personales y en la comedia Tribula de la cadena Teleamazonas. Posteriormente participó en la película La Virgen de Coromoto, dirigida por Carl West y en el telefilm de corte histórico Sé que vienen a matarme, interpretando a Juan Montalvo. 
Previo a su fallecimiento trabajó en las obras de teatro ART (junto a Peky Andino), Gorda, Hombres en escabeche y Amores.com.

## Obras
Televisión
- El Ángel de Piedra (1989)
- El Segundo Enemigo (1990)
- La Jaula (1990)
- Dejémonos de Vainas (1991)
- Isabela (1992)
- María Soledad (1995)
- Historias Personales (2003)
- Tribula (2007)
- Sé que vienen a matarme (2007)
- Kandela (2009)

Teatro
- ART (2007)
- Hombres en escabeche (2009)
- Gorda (2010)
- Amores.com (2013)

Cine
- La virgen de Coromoto (2006)